# Kombo Sillah Drive
Der Kombo Sillah Drive (englisch) ist eine Hauptstraße in Serekunda, der größten Stadt des westafrikanischen Staates Gambia. Benannt ist die Straße nach dem Marabout Foday Sillah (auch in der Schreibweise Foday Ebrima Kombo Sillah oder Fodi Silla; 1830–1894).

## Verlauf
Der Kombo Sillah Drive beginnt als eine Verlängerung des Banjul-Serekunda Highway an der Kreuzung Westfield Junction und durchquert nach Süden unter anderem die Ortsteile Faji Kunda, Latri Kunda Sabiji und Talinding Kunjang. Im weiteren Verlauf, an der Grenze von Serekunda, geht die Straße bei Abuko in den Brikama Highway über und führt weiter nach Brikama.